# Vladislav Volkov
Vladislav Volkov (Kara-Balta, 15 agosto 1980) è un calciatore kirghiso, portiere del Dordoi Bishkek.